# Aloys Thomas Raimund von Harrach

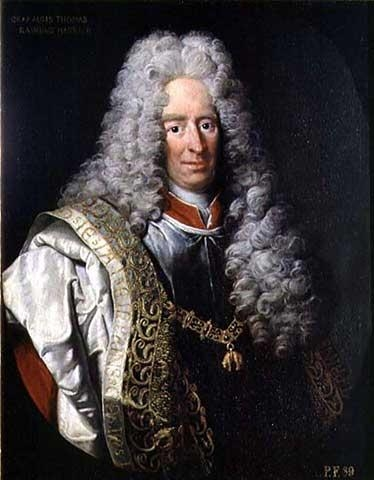
Graaf Aloys von Harrach

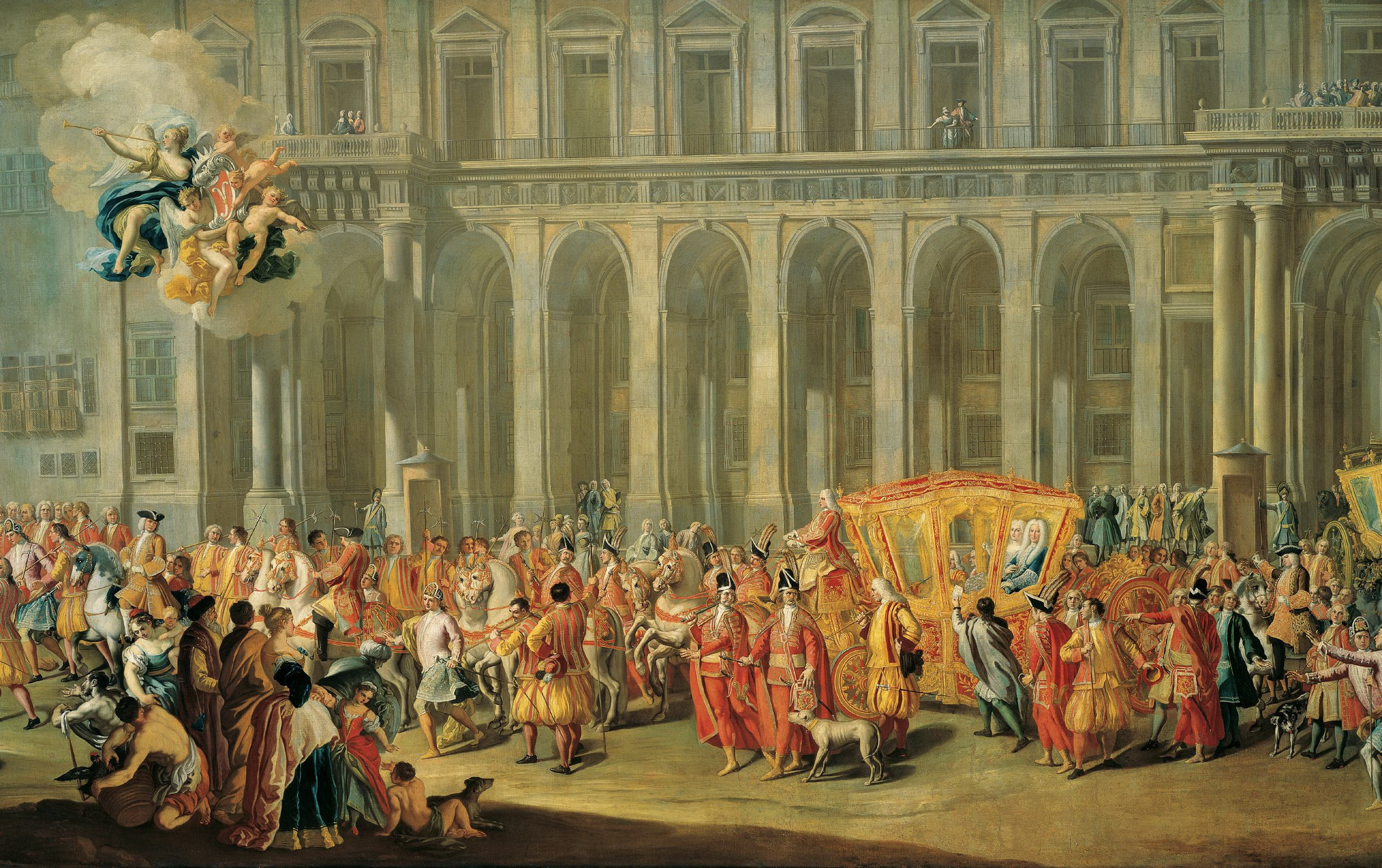
Harrach, onderkoning van Napels, begeeft zich buiten het koninklijk paleis

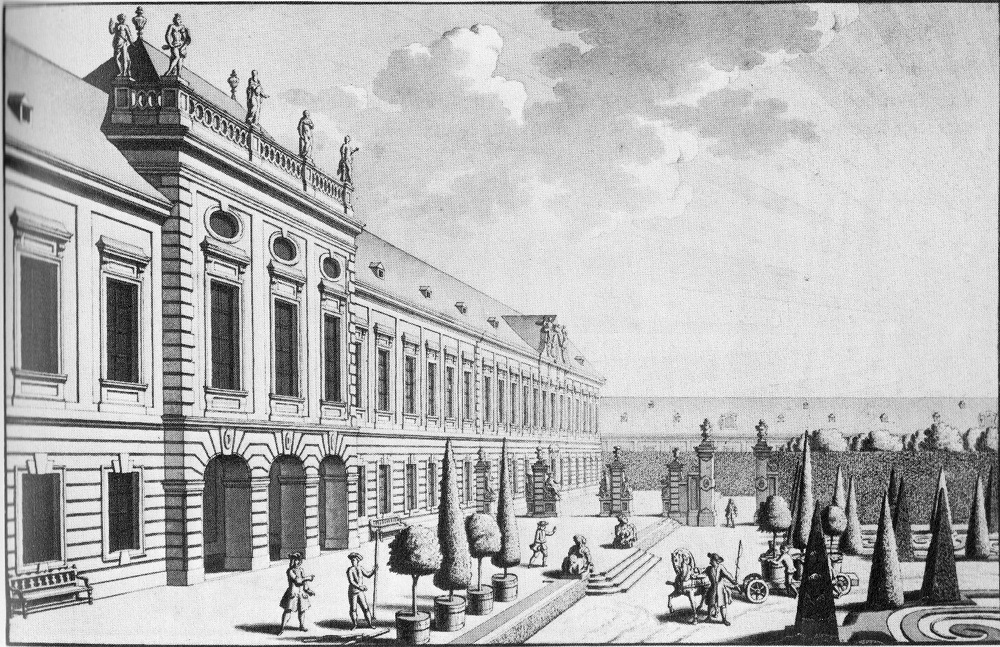
Voormalig Palais Harrach nabij Wenen

Aloys (Louis) Thomas Raimund von Harrach (Wenen, 7 maart 1669 – aldaar, 7 november 1742) was een diplomaat en hoveling voor de Oostenrijkse Habsburgers. Hij was graaf van Harrach en als zodanig hoofd van het Huis Harrach, met als stamkasteel het kasteel van Rohrau in Neder-Oostenrijk. Zijn diplomatieke missies waren niet altijd succesvol; zijn meest succesvolle periode was als onderkoning van Napels.

## Levensloop
Hij was een zoon van graaf Ferdinand Bonaventura von Harrach en gravin Johanna Theresia von Lamberg. Via zijn vader werd hij betrokken in diplomatieke missies van de keizer van Oostenrijk. Zo was hij 1695 in Dresden; hij onderhandelde mee zodat de keurvorst van Saksen bevelhebber werd van de keizerlijke troepen in Hongarije. In 1696 stuurde keizer Leopold I hem naar Madrid om het rouwbeklag van de keizer over te maken aan het Spaanse hof; Maria Anna, koningin van Spanje en geboren aartshertogin van Oostenrijk was overleden. De rol van Harrach in Madrid was evenwel groter dan dat: hij moest de Spaanse erfopvolging voorbereiden en de Spaanse troon veilig stellen voor het Huis Habsburg. Harrach keerde terug naar Wenen met gunstig nieuws voor de Oostenrijkse Habsburgers. Onmiddellijk werd hij benoemd tot ambassadeur in Madrid. De ambassadeur van Frankrijk, Harcourt, bleek evenwel gewiekster dan Harrach. Na de dood van Karel II van Spanje werd de Franse prins Filips van Anjou koning van Spanje; Filips was een kleinzoon van de Zonnekoning. Harrach tekende protest aan namens de keizer in Wenen, doch tevergeefs. Er kwam geen Habsburger op de Spaanse troon. De keizer riep hem terug, nadat de Spaanse Successieoorlog was uitgebroken (1701).
Terug in Wenen werd Harrach Geheimraad en ridder in de Orde van het Gulden Vlies. In 1711 werd hij opnieuw belast met een diplomatieke missie. Dit gebeurde naar aanleiding van de dood van Keizer Jozef I (1711). Hij diende drie keurvorsten te polsen naar hun steun voor Jozefs opvolger. De missie bracht hem aan de hoven van Pruisen, Saksen en Brunswijk-Lüneburg. In 1715 volgde een bevordering tot landmaarschalk van Neder-Oostenrijk, wat hij bleef tot zijn dood.
Van 1728 tot 1733 was hij onderkoning van Napels. Het was een koninkrijk dat sinds 1707 niet meer onder Spaanse invloed stond maar onder Oostenrijkse invloed. Voor Harrach was het zijn meest succesvolle periode: hij was er bestuurder en geen diplomaat. Harrach leefde in Napels als een vorst. Hij verwierf talrijke schilderijen die hij deed overbrengen naar het voorvaderlijk slot in Rohrau. Tevens volgde hij de instructies van Eugenius van Savoye en veldmaarschalk Caraffa wat de militaire verdediging van Napels aanging. Zo werden de forten van Capua en Reggio uitgebouwd.
Terug in Wenen werkte hij op het ministerie van financiën en kreeg hij nieuwe diplomatieke missies van keizer Karel VI. Als diplomaat kon hij toenadering tussen Engeland en Oostenrijk bereiken, in zoverre dat Engeland de Pragmatieke Sanctie steunde. In 1738 ondertekende hij voor de keizer een akkoord tussen Oostenrijk en Frankrijk. Keizer Karel VI beloonde hem met de heerlijkheid Hatvan in Hongarije. Harrach kocht de heerlijkheid Anmiest in Kreis Olmütz in 1727. Harrach kocht tevens een stadspaleis in Landstrasse nabij Wenen, dat hij liet verfraaien. Het werd Palais Harrach genoemd.
Na de dood van Karel VI (1740) bleek de Pragmatieke Sanctie drijfzand, want de Oostenrijkse Successieoorlog brak uit. Harrach adviseerde keizerin Maria Theresia van Oostenrijk toe te geven aan Frankrijk en delen van Silezië aan Pruisen te schenken. Harrach maakte het einde van de Oostenrijkse Successieoorlog niet meer mee. Hij stierf in 1742.

## Familie
Harrach huwde driemaal. Een eerste maal met gravin Maria Barbara von Sternberg (1691). Na haar dood in 1694 huwde hij (1695) met gravin Anna Cecilia von Thannhausen, weduwe van graaf von Thun. Na haar dood in 1721 huwde hij (1721) met gravin Maria Ernestine von Dietrichstein, weduwe van graaf Johann Wenzel von Gallas. 
Hij had nakomelingen uit het eerste en tweede huwelijk. Zijn opvolger als graaf von Harrach was Friedrich August von Harrach-Rohrau, een zoon uit zijn tweede huwelijk.
- Catàleg d'autoritats de noms i títols de Catalunya: 981058526992106706
- Gemeinsame Normdatei: 132626748
- International Standard Name Identifier: 0000 0000 7735 8407
- Library of Congress Control Number: nr2001037616
- Nationale Bibliotheek van Tsjechië: xx0305606
- SNAC: w6mp5np1
- Union List of Artist Names: 500354292
- Virtual International Authority File: 11012517
- WorldCat: E39PBJthbYxd8yY6GfY3QhtYfq